# Heinrich Bethmann Klemm
Heinrich Bethmann Klemm (* 22. Februar 1817 in Freiberg; † 8. April 1900 in Dresden) war ein deutscher Jurist. Er war Senatspräsident und später Präsident des Oberlandesgerichts Dresden. 

## Leben und Wirken
Er war der Sohn des Freiberger Stadtrichters Ludwig Bethmann Klemm. Nach dem Schulbesuch und dem Studium der Rechtswissenschaft trat er in den sächsischen Staatsdienst ein und stieg bis zum Senatspräsidenten des Königlich Sächsischen Oberappellandessgerichts auf. Am 1. Juni 1888 wurde er Präsident des Oberlandesgerichts und ging Ende 1889 in den Ruhestand.
Der promovierte Mediziner und Hofrat Richard Klemm war sein Sohn.